# Myung Ji-yun
Myung Ji-yun (coreano:명지연) es una actriz surcoreana.

## Series
- 2019: Beautiful World - Kwon Ji-hye
- 2018: The Undateables - Editora jefe[1]
- 2018: Misty
- 2014: Everybody, Kimchi! - Im Soo-jin[2]
- 2010: Athena: Goddess of War - Hong Soo-jin
- 2009: Iris - Hong Soo-jin[3]
- 2005: Coma - Kang Soo-jin[4]
- 2003: 사랑의 향기 (Perfume de Amor) - Heo Mi-jeong
- 1997: 파랑새는 있다 (There's a Bluebird) - Joon-mi

## Películas
- 2010: Iris the Movie - Hong Soo-jin
- 2005: 틈 (Aperture) - Kang Soo-jin[5]
- 2005: 생일파티 (Birthday Party) - Chul-yeon
- 2003: Too Beautiful to Lie - Hwa-sook
- 2002: 하얀 방 (White Room) - Yoo-sil, In-mi[6]
- 2001: 휴머니스트 (The Humanist) - hermana Rosa
- 2000: 실제상황 (Real Fiction) -
- 1999: 장롱 (Wardrobe) - Chul-yeon
- 1999: 심판 (Judgment) - Chul-yeon
- 1998: 아름다운 시절 (Spring in My Hometown) - Young-sook
- 1997: 바리케이드 (Barricade) - Bhutto